# Petyr Gudew
Petyr Todorow Gudew (bułg. Петър Тодоров Гудев; ur. 13 lipca 1862 we wsi Gradec w Obwodzie Sliwen, zm. 8 maja 1932 w Sofii) – bułgarski publicysta, prawnik i polityk, członek Partii Narodowo-Liberalnej, deputowany do Zwyczajnego Zgromadzenia Narodowego 9. (1896–1898), 10. (1899–1900), 11. (1901), 12. (1902–1903) i 13. kadencji (1903–1908), Przewodniczący Zgromadzenia Narodowego (1905–1907), premier Księstwa Bułgarii i minister spraw wewnętrznych (1907-1908).

## Życiorys
Urodził się w ubogiej wiejskiej rodzinie, oboje jego rodzice byli niepiśmienni. Podstawowe wykształcenie zdobył w rodzinnej wsi, następnie rozpoczął naukę krawiectwa. W 1879 trafił do gimnazjum w Sliwenie, które po pięciu latach ukończył jako prymus. Wkrótce potem objął posadę nauczyciela w Chaskowie i w Bitoli. W 1885 jako ochotnik wziął udział w wojnie serbsko-bułgarskiej. Jesienią 1887 wyjechał do Paryża, gdzie rozpoczął studia prawnicze. Podczas pobytu na zachodzie prowadził badania Ewangeliarza Cara Iwana Aleksandra z XIV wieku, przechowywanego w British Museum oraz bułgarskiego przekładu Kroniki Konstantyna Manassesa zachowanego w Bibliotece Watykańskiej. Wyniki swoich prac opublikował później w prestiżowym bułgarskim czasopiśmie naukowym. Po uzyskaniu doktoratu powrócił do ojczyzny i zatrudnił się w Ministerstwie Oświaty Narodowej. W latach 1894–1906 pracował jako adwokat w Sofii, a także jako korespondent agencji prasowej Reuters i nauczyciel języka francuskiego. Między 1901 i 1902 był redaktorem partyjnego organu Нов век (w tłum. Nowy wiek).
Karierę polityczną zapoczątkował w 1896, kiedy to został wybrany do Zwyczajnego Zgromadzenia Narodowego 9. kadencji. Do 1907 nieprzerwanie był deputowanym z ramienia Partii Narodowo-Liberalnej. Od października 1905 do marca 1907 pełnił funkcję Przewodniczącego Zgromadzenia Narodowego. 16 marca 1907 został premierem Księstwa Bułgarii. 29 stycznia następnego roku podał się do dymisji i stopniowo wycofał się z aktywnego życia politycznego. Do śmierci pracował jako publicysta i komentator wydarzeń politycznych.